# 순심여자중학교
순심여자중학교(純心女子高等學校)는 대한민국 경상북도 칠곡군 왜관읍 왜관리에 위치한 사립 중학교이다.

## 학교 연혁
- 1936년 5월 15일 : 소화여자학원 설립 (왜관천주교회)
- 1946년 5월 23일 : 순심여자초급중학교 인가(6학급)
- 1946년 11월 29일 : 순심초급중학교 개칭(남,녀 공학)
- 1947년 6월 25일 : 초대 이사장 이명우 신부 취임
- 1947년 6월 25일 : 재단법인 순심교육재단 설립
- 1951년 8월 31일 : 순심중학교로 교명 변경(9학급)
- 1952년 3월 30일 : 순심고등학교 설립인가(6학급)
- 1952년 3월 30일 : 초대교장 정행돈 선생 취임(중, 고 겸임)
- 1961년 7월 31일 : 중학교 경영을 성베네딕도 수도원에 이양
- 1964년 2월 15일 : 재단법인을 학교법인으로 조직 변경 인가
- 1973년 5월 23일 : 순심중고등학교 여자부 건물 낙성식
- 1974년 11월 7일 : 순심여자고등학교 설립인가 (12학급)
- 1977년 12월 30일 : 순심여자중학교 설립인가 (15학급)
- 1979년 9월 7일 : 강당 겸 체육관(544평) 준공
- 1999년 8월 27일 : 백합생활관 개관(680평)
- 2004년 10월 30일 : 스콜라스티카관 준공
- 2014년 2월 10일 : 제11대 재단이사장 박현동 블라시오 아빠스 신부 취임
- 2024년 2월 1일 : 졸업식 순심여중 제76회(분리후 44회)
- 2024년 2월 1일 : 졸업식 순심여고 제70회(분리후 47회)
- 2024년 3월 4일 : 제11대 교장 이광 선생 취임

## 참고 자료
- 순심여자중학교 - 한국교육학술정보원 학교알리미